# Yoriaki Matsudaira
Yoriaki Matsudaira (jap. 松平 頼暁 Matsudaira Yoriaki; ur. 27 marca 1931 w Tokio, zm. 9 stycznia 2023 tamże) – japoński kompozytor. W literaturze fachowej jego imię jest zapisywane Yori-Aki, gdyż w ten sposób podpisywał niektóre swoje utwory, aby odróżnić się od swojego ojca, także kompozytora. W niektórych przypadkach – także w wydawnictwach japońskich – można spotkać zapis w transkrypcji z użyciem dierezy w nazwisku Matsudaïra. 

## Życiorys
Syn kompozytora Yoritsune Matsudairy. W 1953 roku ukończył studia na Wydziale Nauk Ścisłych (studiował biologię) Tokyo Metropolitan University. W 1958 roku objął posadę wykładowcy biologii i biofizyki na tokijskim Uniwersytecie Rikkyo. W zakresie kompozycji był autodydaktą. W 1958 roku otrzymał nagrodę na festiwalu Międzynarodowego Towarzystwa Muzyki Współczesnej, później pełnił funkcję sekretarza japońskiej sekcji MTMW. Był członkiem propagującej muzykę współczesną Group 20.5. Opublikował pracę Conpyūtā to ongaku (Komputer i muzyka, Tokio 1972).
W swojej twórczości świadomie zerwał z tradycją, rezygnując z nawiązań do dawnej muzyki japońskiej. Początkowo był zwolennikiem totalnego serializmu, później zwrócił się w kierunku aleatoryzmu. W latach 60. XX wieku pod wpływem zainteresowania pop-artem i malarstwem Roberta Rauschenberga zaczął wprowadzać do swojej muzyki cytaty z różnych źródeł. W twórczości Matsudairy widoczne są odbicia różnych tendencji w muzyce współczesnej, komponował utwory eksperymentalne, na szeroką skalę stosował też media elektroniczne. Stosował własną technikę organizowania materiału dźwiękowego, opartą na losowym wyborze struktur interwałowych z ustalonego wcześniej zbioru dźwięków ze skali dwunastodźwiękowej.
Obaj kompozytorzy (Yoritsune i Yori-Aki) pochodzą z dwóch historycznie największych i najsilniejszych klanów rodzinnych Japonii: 
- z klanu Matsudaira – gałęzi spokrewnionego z nim rodu Tokugawa, który stworzył dynastię siogunów rządzących Japonią w okresie Edo (1603–1868);
- z klanu Fujiwara – rodu, który posiadał faktyczną władzę nad krajem jako regenci (sesshō i kampaku), doradcy cesarza, pierwsi ministrowie, od VII do XII wieku w okresie Heian. Swój cel osiągali poprzez wżenianie swoich córek w rodzinę cesarską i strzegąc, aby synowie żon rodu Fujiwara zostawali cesarzami[6].

## Nagrody
W 1990 roku otrzymał nagrodę specjalną wydawnictwa Moeck Verlag na III Międzynarodowym Konkursie Kompozytorskim im. Kazimierza Serockiego. 

## Kompozycje
(na podstawie materiałów źródłowych)

### Utwory orkiestrowe
- Kurtosis I (1982)
- Helices (1995)
- Configuration na orkiestrę kameralną (1963)
- The „Symphony” na 14 wykonawców (1971)
- Messages II na 16 instrumentów dętych blaszanych (1977)
- Micell na orkiestrę kameralną (1988)
- Oscillation na marimbę i 3 grupy orkiestrowe (1977)
- Recollection na fortepian i orkiestrę (1989)
- Revolution na fortepian i orkiestrę (1991)
- Remembrance na fortepian i orkiestrę (1996)
- Micell na orkiestrę kameralną (1998)

### Utwory kameralne
- Variations na trio fortepianowe (1957)
- Velocity coefficient na flet, keyboard, perkusję i fortepian (1958)
- Orbits I–III na flet, klarnet i fortepian (1960)
- Co-Action I–II na wiolonczelę i fortepian (1962)
- Parallax na flet, obój, klarnet, fagot i saksofon (1963)
- Rhymes for Severino Gazzelloni na flet (1966)
- Distributions na kwartet smyczkowy i modulator pierścieniowy (1966–1967)
- Alternations na trąbkę, fortepian, kontrabas, bębny i modulator pierścieniowy (1967)
- Gradations na skrzypce, altówkę i oscylator (1971)
- Trichromatic form na harfę (1973)
- Transient ’74 na gitarę, harfę, organy i perkusję (1974)
- Simulation na tubę (1974)
- Coherency for ARK na flet, klarnet, harfę, perkusję i fortepian elektryczny (1976)
- Brilliancy na flet i fortepian (1980)
- Extension na zespół perkusyjny (1981)
- Scroll na klarnet basowy (1984)
- Reunion na 2 skrzypiec (1986)
- Reciprocation na 3 instrumenty japońskie (1987)
- Palindrome na skrzypce i fortepian (1987)
- Engraving I–II na flet i fortepian (1989)
- Heptahedra na harfę (1989)
- Metathesis na akordeon (1990)
- Response na kontrabas i obój (1991)
- Dialogue na skrzypce i klawesyn (1993)
- Domain na kwartet smyczkowy (1993)
- Co-existence na fortepian i gamelan (1993)
- Blessing na fagot i fortepian (1995)
- Transliteration na altówkę (1996)
- WooDruM.et.al. na perkusję (1996)
- Theme and Variations na gitarę, mandolinę, klarnet i trio smyczkowe (1997)
- Grating na gitarę (1998)

### Utwory fortepianowe
- Instruction (1961)
- Allotrophy (1970)
- Erixatone na fortepian elektryczny (1979)
- Perspective (1988)
- Gala (1990)
- Multistrata (1990)
- Morphogenesis I–IV (1991–1994)
- Michelangelo’s Pup (1993)
- To You from... (1994)
- List for Inoue Satako (1997)
- Memoriam for Kuniharu Akiyama (1997)

### Utwory sceniczne
- opera Sara (wyst. Tokio 1960)
- dramat taneczny Ishikawa no iratsume (wyst. Tokio 1964)

### Inne
- Transient ’64 na taśmę (1964)
- What’s Next? na sopran, 2 hałasujące osoby i taśmę (1967–1971)
- Assemblages na taśmę (1968)
- Wand Waves na narratora i taśmę (1970)
- Why Not? na nieokreśloną liczbę wykonawców i live electronics (1970)
- Where Now? dla aktorki, 3 tancerzy i instrumentalistów (1973)
- Moments na sopran, flet, puzon, wiolonczelę i dźwięki elektroniczne (1977)
- Albedo na sopran, altówkę i fortepian (1979–1980)
- To the Victims of Cain na shamisen i taśmę (1980)
- Semiology for John Dowland na sopran i taśmę (1991)
- Card Game na sopran (1995)
- Cores na fortepian i komputer (1997)